# Discestra actinobola
Discestra actinobola là một loài bướm đêm trong họ Noctuidae.